# Lamentations
Lamentations (Live at Shepherd’s Bush Empire 2003) — первый DVD шведской метал-группы Opeth. Он состоит из двух частей: видеозаписи концерта в лондонском зале Shepherd’s Bush Empire 25 ноября 2003, проведённого в рамках турне в поддержку альбома Damnation, и часового документального фильма о создании альбомов Deliverance и Damnation, включающего студийные съёмки, комментарии и рассказы музыкантов, а также методы работы продюсера Стивена Уилсона. На концерте были исполнены все композиции с альбома Damnation, три композиции с альбома Deliverance, а также три с альбома Blackwater Park.
В 2006 году Music for Natons выпустили аудиоверсию концерта на двойном альбоме Lamentations (Live at Shepherd’s Bush Empire 2003) в составе Collector's Edition Slipcase 5 CDs, однако эта запись отличается очень плохим качеством — очевидно, этот CD записывался не с оригинальных мастер-плёнок, а с обычных mp3 с битрейтом 192 kbit/s.

## Критика
Российский журнал Dark City, поставив релизу наивысший балл, обозначил факт того, что тому, у кого нашли положительный отклик такие альбомы группы как Deliverance и Damnation, следует обязательно приобрести данный диск, а для тех, кто с творчеством коллектива не знаком, DVD можно использовать в качестве прекрасной возможности ознакомиться с их музыкальной деятельностью. Журналом был отмечен очень хороший уровень операторской работы, а также идеально подходящий музыке свет и великолепная картинка. В качестве звуковой дорожки представлена DD 5.1. В качестве единственного минуса релиза журнал отметил большую продолжительность концерта. Само же концертное выступление журнал подразделяет на две части: первая — статичная, в ходе которой исполняются композиции с альбома Damnation; вторая — динамичная, в ходе которой исполняется ранний материал.

## Содержание
- Live at Shepherd’s Bush Empire:

1. «Introduction» — 1:25
2. «Windowpane» — 9:15
3. «In My Time of Need» — 6:37
4. «Death Whispered a Lullaby» — 7:11
5. «Closure» — 9:45
6. «Hope Leaves» — 6:11
7. «To Rid the Disease» — 7:11
8. «Ending Credits» — 4:22
9. «Harvest» — 6:15
10. «Weakness» — 6:05
11. «Master’s Apprentices» — 10:34
12. «The Drapery Falls» — 10:56
13. «Deliverance» — 12:38
14. «The Leper Affinity» — 11:01
15. «A Fair Judgement» — 13:51

- «The Making of Deliverance & Damnation» documentary.

## Музыканты
- Микаэль Окерфельдт — вокал, гитара
- Петер Линдгрен — гитара
- Мартин Мендес — бас-гитара
- Мартин Лопес — барабаны и перкуссия
- Пер Виберг — клавишные